# Eduardo Bid
Eduardo Bidlovski, mais conhecido pelo nome artístico BiD (São Paulo, 28 de dezembro de 1966), é um compositor, multi-instrumentista, DJ e produtor musical brasileiro, relevante no cenário musical brasileiro por ter tocado na banda Tokyo ao lado de Supla e por ter produzido o álbum Afrociberdelia, de Chico Science e Nação Zumbi.

## Biografia
Descendente de poloneses, Bidlovski nasceu em São Paulo em 1966. Aos 17 anos, formou a banda de pós punk Tokyo, ao lado de seu irmão Rocco Bidlovski, Andrés Etchenique, Marcelo Zarvos e Supla. No ano seguinte, o grupo lançaria o álbum Humanos, cuja faixa Garota de Berlim viria a fazer muito sucesso no Brasil. Esta formação perdurou até 1987, quando Eduardo mudou-se para Los Angeles, onde viria a trabalhar na Capitol Records.
Após retornar ao Brasil, na década de 1990, começa a trabalhar na gravadora A Voz do Brasil, além de participar das gravações do álbum Samba Pra Burro, do cantor pernambucano Otto, e de formar a banda Professor Antena. Com a Professor Antena, grava um álbum homônimo em 1994, que garante a participação em um festival que contaria também com shows de Raimundos e Nação Zumbi, cujo vocalista Chico Science compartilharia várias ideias.
Com Chico Science, gravou um cover de Roda, Rodete, Rodeano, de Caju & Castanha, e compôs a faixa Macô. Em 1996, Chico Science chama BiD para ser o produtor do álbum Afrociberdelia, contrariando os interesses da Sony Music, que pretendia contratar um produtor estrangeiro e mais experiente. O álbum contou com a faixa Macô e vendeu mais de cem mil cópias.
Após o sucesso de Afrociberdelia, passa a trabalhar frequentemente como produtor musical, exercendo a função com artistas como Elza Soares, Daniela Mercury e com a banda Mundo Livre S/A. Em 1998, produziu sua primeira trilha sonora para um filme, O Primeiro Dia, de Walter Salles, e formou com Sérgio Bartolo a big band Funk Como Le Gusta, que fez sucesso em 1999 com uma regravação da canção 16 Toneladas.
Em 2000, produziu a trilha sonora do premiado filme Bicho de Sete Cabeças, composta por André Abujamra. Nos anos seguintes, Bid tornaria-se parceiro recorrente da diretora Laís Bodanzky, produzindo as trilhas sonoras dos filmes Chega de Saudade e As Melhores Coisas do Mundo e da peça teatral Menecma
Em 2018, produziu junto a Fernando Nunes o álbum Jah-Van - Djavan goes Jamaica, uma coletânea de canções do músico alagoano Djavan performadas em ritmos jamaicanos como o reggae e o ska. O projeto contou com a participação de artistas como Seu Jorge, Black Alien, Ivete Sangalo, Arnaldo Antunes, Rincon Sapiência, Chico César, Fernanda Abreu, Zélia Duncan e Criolo.

## Discografia

### Álbuns de estúdio
| Ano  | Título                                   | Artista do álbum                  | Instrumentista | Produtor |
| ---- | ---------------------------------------- | --------------------------------- | -------------- | -------- |
| 1985 | Humanos                                  | Tokyo                             | Sim            |          |
| 1993 | Samba Pra Burro                          | Otto                              | Sim            |          |
| 1994 | Professor Antena                         | Professor Antena                  | Sim            |          |
| 1996 | Afrociberdelia                           | Chico Science e Nação Zumbi       |                | Sim      |
| 1998 | Pierrot do Brasil                        | Marina Lima                       | Sim            |          |
| 1998 | CSNZ                                     | Chico Science e Nação Zumbi       |                | Sim      |
| 1998 | Musiqueiro                               | João Suplicy                      |                | Sim      |
| 1998 | Carnaval na Obra                         | Mundo Livre S/A                   |                | Sim      |
| 1999 | Roda de Funk                             | Funk Como Le Gusta                | Sim            | Sim      |
| 1999 | Simbora                                  | Daúde                             |                | Sim      |
| 1999 | Iniciação A Uma Vida Banal - O Manual    | Da Weasel                         |                | Sim      |
| 2000 | Por Pouco                                | Mundo Livre S/A                   |                | Sim      |
| 2002 | Do Cóccix até o Pescoço                  | Elza Soares                       | Sim            |          |
| 2003 | Só deixo meu coração na mão de quem pode | Katia B.                          | Sim            |          |
| 2004 | Carnaval Eletrônico                      | Daniela Mercury                   | Sim            | Sim      |
| 2005 | Bambas & Biritas Vol. 1                  | BiD                               | Sim            | Sim      |
| 2006 | Kavita 1                                 | Mariana Aydar                     |                | Sim      |
| 2008 | Francisco, forró y frevo                 | Chico César                       | Sim            | Sim      |
| 2009 | Verônica Ferriani                        | Verônica Ferriani                 |                | Sim      |
| 2009 | Sobra Palavras                           | Chico Saraiva e Verônica Ferriani |                | Sim      |
| 2011 | Veraneio                                 | Eddie                             |                | Sim      |
| 2011 | Bambas Dois                              | BiD                               | Sim            | Sim      |
| 2018 | Jah-Van – Djavan goes Jamaica            | BiD e Fernando Nunes              | Sim            | Sim      |
| 2019 | Meu Brinquedo                            | Combo X                           |                | Sim      |

### Trilhas sonoras
- O Primeiro Dia (1998)
- Bicho de Sete Cabeças (2000)
- Milton e o Clube da Esquina (2000)
- Chega de Saudade (2008)
- As Melhores Coisas do Mundo (2010)
- Estamos Juntos (2011)
- A Guerra dos Gibis (2011)
- Boca (2012)
- O Escaravelho do Diabo (2016)[3]

## Prêmios
| Ano  | Prêmio                              | Categoria            | Filme                       | Resultado |
| ---- | ----------------------------------- | -------------------- | --------------------------- | --------- |
| 2000 | Grande Prêmio do Cinema Brasileiro  | Melhor Trilha Sonora | O Primeiro Dia              | Indicado  |
| 2001 | Cine PE                             | Melhor Trilha Sonora | Bicho de Sete Cabeças       | Venceu    |
| 2002 | Grande Prêmio do Cinema Brasileiro  | Melhor Trilha Sonora | Bicho de Sete Cabeças       | Venceu    |
| 2008 | Prêmio Contigo! de Cinema Nacional  | Melhor Trilha Sonora | Chega de Saudade            | Venceu    |
| 2009 | Prêmio Guarani de Cinema Brasileiro | Melhor Trilha Sonora | Chega de Saudade            | Venceu    |
| 2011 | Prêmio Guarani de Cinema Brasileiro | Melhor Trilha Sonora | As Melhores Coisas do Mundo | Indicado  |
| 2011 | Brazilian Film Festival of Miami    | Melhor Trilha Sonora | Boca                        | Venceu    |
| 2012 | Cine PE                             | Melhor Trilha Sonora | Boca                        | Venceu    |